# Сильвестр (Думницкий)
Сильвестр Думницкий (ум. 1746) — священнослужитель Русской православной церкви; ректор Киево-Могилянской академии.
Назначенный ректором Киево-Могилянской академии, 9 августа 1737 года Сильвестр Думницкий был произведен из наместников Киево-Софийского монастыря в архимандриты Киево-Братского Богоявленского монастыря, которым управлял до 2 сентября 1740 года.
После этого Сильвестр Думницкий был назначен на должность настоятеля в Киево-Златоверхо-Михайловский монастырь.
Сильвестр Думницкий скончался в 1746 году.